# Abbottina rivularis
Espèce
Synonymes
- Gobio rivularis Basilewsky 1855
- Pseudogobio rivularis Basilewsky 1855
- Tylognathus sinensis Kner, 1867
- Abbottina psegma Jordan & Fowler, 1903

Abbottina rivularis est une espèce de poisson du genre Abbottina, appartenant à la famille des Cyprinidés.

## Description
Les mâles peuvent mesurer jusqu'à 18,9 cm.

## Habitat
Cette espèce vit dans les zones peu profondes des rivières et avec des fonds sableux ou vaseux.

## Répartition
Cette espèce vit à l'est de la Chine, en Corée et au Japon. Elle a également été introduite dans le Mékong et aperçue dans le Hari Rûd, au Turkménistan.